# Orion (croiseur auxiliaire)
Pour les articles homonymes, voir Orion et HSK.
Orion (HSK-1) est un croiseur auxiliaire de la marine allemande utilisé comme navire corsaire  au cours de la Seconde Guerre mondiale. Construit sous le nom de Kurmark par  Hambourg en 1930/31 en tant que cargo, il a été réquisitionné par la Kriegsmarine au déclenchement de la Seconde Guerre mondiale et transformé en croiseur auxiliaire sous le nom d'Orion ou de Schiff 36. Son nom de code à la Royal Navy était Raider A.

## La construction et la conversion
Le croiseur Orion a été, à l'origine, construit en 1930 par Blohm & Voss à Hambourg en tant que cargo de la compagnie HAPAG (Hamburg America Line). Par souci d'économie, les moteurs du paquebot New York ont été réutilisés. Cela s'est avéré une mauvaise décision, car l'Orion a souffert pendant toute sa carrière de problèmes de moteur. 
Quand la guerre a éclaté, l'état major allemand des opérations navales était mal préparé pour des opérations de raiders. Les activités des croiseurs auxiliaires allemands de la Première Guerre mondiale telles que l’Emden étaient considérées comme de grand succès car ayant perturbé la marine marchande britannique à travers le monde.

Toutefois, l'effet global dans la guerre qui débutait était jugé mineur, et seul un programme peu ambitieux de transformation de navires marchands en croiseurs auxiliaires fut lancé le 5 septembre 1939.
Les deux premiers navires réquisitionnés furent le Kurmark (reconverti en croiseur auxiliaire Orion) et le Neumark (reconverti en croiseur auxiliaire Widder).

## Le raid

Carte des mouvements et attaques perpétrés par les croiseurs auxiliaires allemands dans l'ouest de l'océan Pacifique.

L'Orion quitte l'Allemagne le 6 avril 1940, sous le commandement du korvettenkapitän (plus tard Fregattenkapitän) Kurt Weyher. 
Il passe dans l'Atlantique par le nord des îles britanniques, déguisé en un navire neutre. Il attaque et coule le SS Saxby. 
En mai 1940, l'Orion passe le cap Horn et entre dans le Pacifique en direction de la Nouvelle-Zélande. Il pose des mines à l'entrée du port d'Auckland dans la nuit du 13 au 14 juin 1940. L'une d'entre elles coule le paquebot de 13 000 tonnes RMS Niagara, cinq jours plus tard. Il transportait 5 millions de livres sterling en lingots d'or.
Deux autres navires ont été coulés par les mines de l'Orion, en plus de deux chalutiers et un dragueur de mines auxiliaire. 
L'Orion navigue ensuite dans le Pacifique et l'océan Indien. Il se fait ravitailler par le pétrolier allemand Winnetou. Il se déguise en navire japonais Maebasi Maru. Il attaque quatre autres navires. L'un d'eux est envoyé en France occupée en tant que prise de guerre, les trois autres ont été coulés. 
Le 20 octobre 1940, il a rendez-vous avec le raider allemand Komet et le navire de ravitaillement Kulmerland. Ensemble, ils coulent 7 navires, dont le plus important est le paquebot armé de 16 000 tonnes MS Rangitane.
Dans la nuit du 7 au 8 décembre 1940, l'Orion, le Kulmerland et le Komet s'approchent de l'île de Nauru qui produit des phosphates. Ils coulent 4 navires de transport de phosphates, mais un typhon se déclenche et ils ne peuvent débarquer.
C'est le 17 décembre que les trois navires allemands abordent la petite île d'Emirau et libèrent 512 marins qu'ils avaient capturés sur les navires alliés. Ils s'installent dans un atoll voisin pour réviser leurs machines et attendre un pétrolier ravitailleur.
Le 5 février 1941, l'Orion appareille avec six mois de vivres. Le 25 mai, il se ravitaille auprès du cargo Alstertor et il échappe de peu au croiseur anglais Cornwall. En juillet, il coule le SS Chaucer.
Le 14 août, il arrive en vue de l'Espagne. Escorté par deux sous-marins allemands, il rejoint Bordeaux en France occupée, le 23 août 1941. 
En octobre, après quelques réparations, l'Orion appareille pour rentrer en Allemagne. Il arbore les couleurs anglaises pour traverser la Manche dans un convoi allié. Il essuie les tirs des batteries côtières allemandes puis anglaises mais finit par gagner le port de Stettin.
Après 510 jours et 127 337 milles marins, il a coulé 10 navires pour un tonnage total de 62 925 t, ainsi que deux autres (pour un total de 21 125 t), en coopération avec le Komet.

## La fin
Désarmé en tant que raider, le navire est rebaptisé Hektor en 1944 et utilisé comme navire d'artillerie d’entraînement. En janvier 1945, il est de nouveau baptisé Orion et utilisé pour évacuer les réfugiés des régions orientales de l'Allemagne en bordure de la mer Baltique vers le nord de l'Allemagne et le Danemark occupé. En route vers Copenhague le 4 mai 1945, il est touché par le bombardement d'avions soviétiques au large de Swinemünde et coule. La plupart des 4 000 personnes à bord purent être sauvées, mais on déplora 150 victimes. L'épave a été détruite en 1952.

## Liste des victimes du raider
Coulés par l'Orion:
- 24/04/1940 : Haxby 5 207 TJB
- 19/06/1940 : Tropic Sea  8 750 TJB
- 16/08/1940 : Notou 2 489 TJB
- 20/08/1940 : Turakina 9 691 TJB
- 14/10/1940 : Ringwood 7 203 TJB
- 29/07/1941 : Chaucer

Coulés par les mines de l'Orion:
- 19/06/1940 : Niagara 13 415 TJB
- Juin 1940 : HMNZS Puriri (en) 927 TJB
- Juin 1940 : Port Bowen 8 276 TJB
- Juin 1940 : Britannic 1 500 TJB (ce n'est pas le sister-ship du Titanic !)

Coulés en collaboration avec le Komet:
- 25/11/1940 : Holmwood 546 TJB
- 27/11/1940 : Rangitane 16 712 TJB
- 06/12/1940 : Triona 4 413 TJB
- 07/12/1940 : Vinni 5 181 TJB
- 07/12/1940 : Komata 3 900 TJB
- 08/12/1940 : Triadic 6 378 TJB
- 08/12/1940 : Triaster 6 032 TJB